# Koparit
Koparit, var en fotbollsklubb från Kuopio i Savolax, bildad 1931. Fram till 1982 hette klubben Kuopion Pallotoverit (KPT) men antog då namnet "Koparit", vilket sedan länge varit klubbens smeknamn.
Laget spelade 21 säsonger i Mästerskapsserien mellan 1938 och 1987 men fick oftast stå i skuggan av lokalrivalen KuPS. Säsongen 1981 vann KPT grundserien men i Mästerskapsserien, dit de åtta främsta i grundserien kvalificerade sig, slutade laget tvåa bakom HJK. Silvret var klubbens andra. Det första vanns 1978, även den gången bakom HJK.
År 1957 nådde KPT final i Finska cupen men förlorade mot Jakobstadslaget IF Drott med 1-2 efter förlängning på Olympiastadion. KPT tog sig ånyo till final 1978 och spelade 1-1 borta i Lahtis mot Reipas. I omspelsmatchen hemma i Kuopio fick KPT dock se sig besegrade med 1-3.